# Bibliothèque publique d'information
Bibliothèque publique d'information (česky Veřejná informační knihovna) je knihovna v Paříži se statutem veřejné instituce pod dohledem Ministerstva kultury. Je přičleněná k Centre Georges Pompidou, kde také sídlí. Obsahuje asi 400 000 dokumentů, z toho činí asi 360 000 knih.

## Historie
Projekt velké veřejné knihovny v centru Paříže, jejímž cílem by bylo ulehčit Francouzské národní knihovně, vznikl již při přeložení Pařížské tržnice do Rungis v letech 1963-1965, kdy měla knihovna vzniknout na uvolněném místě. V roce 1966 vznikl mezirezortní výbor pod vedením Georgese Pompidoua, který na knihovnu kladl velký důraz. Plánovaná nová knihovna měla mít 1300 míst, asi milión svazků a 2000 periodik na 11 000 m2 a měla být otevřená všem. Program schválil ministr školství Alain Peyrefitte 11. prosince 1967. Dne 24. října 1968 pařížská rada stanovila umístění veřejné knihovny v oblasti Beaubourg na pozemcích ve vlastnictví města Paříže. Projekt, který zahrnoval výstavbu několika budov obklopených zelenými plochami, navrhl architekt Bernard Faugeron.
V prosinci 1969 prezident republiky Georges Pompidou navrhl vytvořit nové muzeum moderního umění a v únoru 1970 bylo rozhodnuto o sloučení obou projektů v rámci jednoho kulturního zařízení, takže vzniklo Centre Georges Pompidou.
V letech 1997-1999 bylo centrum a všechna jeho oddělení uzavřeny kvůli komplexní přestavbě. Během té doby knihovna dočasně přesídlila do ulice Rue Brantôme v sousední čtvrti. Centre Pompidou s knihovnou bylo opět otevřeno v lednu 2000. Po svém znovuotevření nabídla mnohem rozvinutější systém přístupu do katalogu, různých databází v knihovně, na CD-ROMy a vybrané internetové stránky a poskytovala přístup k audiozáznamům pomocí robotů. V roce 2006 byl tento systém nahrazen knihovním internetovým portálem.

## Charakter knihovny
Statut knihovny se řídí vyhláškou z 27. ledna 1976. Instituci spravuje správní rada, jejíž předsedou je ex offo prezident Centre Georges Pompidou. Ředitele knihovny jmenuje prezident republiky na návrh ministra kultury a podle stanoviska prezidenta Centra Georges Pompidou.
Knihovna má určité vlastnosti, které ji odlišují od většiny ostatních veřejných knihoven:
- knihovna má statut státní veřejné instituce, nejedná se tedy o městskou knihovnu, ale o organizaci podřízenou Ministerstvu kultury (má statut jakési národní knihovny)
- knihovna nepůjčuje, knihy je možné studovat pouze prezenčně na místě
- knihovna nemá žádné depozitáře, veškeré knihy jsou volně přístupné na policích
- on-line knihovní portál umožňuje od jara 2006 na internetových stránkách knihovny vyhledávat záznamy a zahrnuje přístup k jejím jednotlivým databázím